# Abu Dhabi Combat Club Submission Wrestling World Championship
Abu Dhabi Combat Club Submission Wrestling World Championship é um clube de treino fundado em 1998 por H.H. Sheikh Tahnoon Bin Zayed Al Nahyan. Quando era jovem, o Sheikh estudava nos Estados Unidos quando assistiu o UFC 1 e a vitória de Royce Gracie no torneio usando o Jiu-jítsu brasileiro. Após aprender Jiu-Jitsu e retornar para os Emirados Árabes, decidiu criar um "UFC sem socos" onde atletas de diferentes estilos de submission wrestling competiriam.  Além do Jiu-Jitsu Brasileiro, outros estilos usados no ADCC incluem Catch wrestling, Luta livre esportiva (Também chamada de Luta Livre Brasileira ou Luta Livre Submission), Wrestling (Modalidades estilo livre e greco-romana), Judô, Sambo, Shooto e Artes marciais mistas.
O ADCC Submission Fighting surgiu logo em seguida, é atualmente um dos maiores eventos de submission do mundo. Chega a movimentar duzentos mil dólares em prêmios por campeonato e centenas de atletas.

## Regras

### Técnicas legais (permitidas)
- Qualquer tipo de estrangulamento (com exceção de usar a mão para interromper a respiração) – Exemplo tampar a boca;

- Qualquer chave, de ombro, braço e pulso;
- Qualquer chave de perna ou tornozelo;

### Técnicas ilegais (proibidas)
- Não e permitido "Full Nelson" ou "Crucifixo";
- Nenhum tipo de golpes traumáticos (socos, chutes...);
- Não é permitido dedo nos olhos;
- Nenhum agarramento ou puxão as orelhas;
- Proibido puxar cabelo ou morder qualquer parte do corpo;
- Nenhum tipo de torção em qualquer dedo;
- Não pode beliscar;
- Não pode chave de rins;
- Não pode colocar mãos, pés, joelhos ou cotovelos no rosto;
- Nenhuma substância química no corpo ou na roupa.

## Pontuações
- 2 pontos - posição de montada;

- 2 pontos - joelho na barriga;

- 2 pontos - raspagem (caindo na guarda ou meia guarda);

- 2 pontos - quedas (terminando na guarda ou Meio guarda);

- 4 pontos - queda limpa (terminando fora da guarda);

- 3 pontos - montada por trás e com ganchos;

- 3 pontos - passagem de guarda;

- 4 pontos - raspagem limpa (passando a guarda);

### Pontos perdidos
- 1 ponto – Recuar (fugir da luta indo para trás)

- 1 ponto – Ir para fora da área da luta (intencionalmente)

A decisão do juiz de centro ou os da mesa não podem ser questionados.

### O vencedor será decidido de se
- Um competidor se rende ou submete batendo a perna, braço ou verbalmente.
- O Árbitro sente que um competidor não pode se defender ou sente a vida dele está em perigo.

### Quando árbitro declarará o vencedor
Se um lutador quebra as regras duas vezes, ele será desqualificado pelo Árbitro.

### Modos para ganhar
- Finalização;
- Pontos;
- A decisão de árbitro;

## Tempo das lutas
Duração de 6 minutos em lutas eliminatórias (primeiros 3 min sem pontos)e 10 minutos nas finais (primeiros 5 min sem pontos). Um tempo extra é somado se as lutas forem planas.

## Equipamento

### O lutador pode usar
Bermudas, calças de lycra, shorts, camisas ou kimono.

## Categorias de peso

### Masculino
- 65.9 kg
- 76.9 kg
- 87.9 kg
- 98.9 kg
- + 99 kg

### Feminino
- 60 kg
- +60 kg

## Outras Informações
A área de tapete é 9 x 9 metros, (8x8m, 1m área de segurança);
Fuga de tapete, mesma posição como o lutador estava dentro, quando eles cruzaram a linha de tapete
ou o árbitro diz "Stop" (pare);
Tempo médico permitido dura em média 2 (dois) tempos de 1 (um) minuto;
O atleta em momento algum poderá beber algum liquido caso a luta seja interrompida.

## Eventos
| Ano  | Sede       |
| ---- | ---------- |
| 1998 | Abu Dhabi  |
| 1999 | Abu Dhabi  |
| 2000 | Abu Dhabi  |
| 2001 | Abu Dhabi  |
| 2003 | São Paulo  |
| 2005 | Long Beach |
| 2007 | Trenton    |
| 2009 | Barcelona  |
| 2011 | Nottingham |
| 2013 | Beijing    |
| 2015 | São Paulo  |
| 2017 | Helsinque  |
| 2019 | Anaheim    |
| 2022 | Las Vegas  |

### Lista de Campeões

#### Masculino
| Ano  | Sede                   | 66 kg                   | 77 kg                      | 88 kg                    | 99 kg                   | +99 kg                | Absoluto               |
| ---- | ---------------------- | ----------------------- | -------------------------- | ------------------------ | ----------------------- | --------------------- | ---------------------- |
| 1998 | Emirados Árabes Unidos | Alexander Freitas (1/1) | Renzo Gracie (1/2)         | Rodrigo Gracie (1/1)     | Mario Sperry (1/2)      | Ricco Rodriguez (1/1) | Mario Sperry (2/2)     |
| 1999 | Emirados Árabes Unidos | Royler Gracie (1/3)     | Jean Jacques Machado (1/1) | Karimula Barkalaev (1/1) | Jeff Monson (1/2)       | Mark Kerr (1/3)       | Roberto Traven (1/1)   |
| 2000 | Emirados Árabes Unidos | Royler Gracie (2/3)     | Renzo Gracie (2/2)         | Saulo Ribeiro (1/2)      | Ricardo Arona (1/3)     | Mark Kerr (2/3)       | Mark Kerr (3/3)        |
| 2001 | Emirados Árabes Unidos | Royler Gracie (3/3)     | Marcio Feitosa (1/1)       | Sanae Kikuta (1/1)       | Ricardo Arona (2/3)     | Mark Robinson (1/1)   | Ricardo Arona (3/3)    |
| 2003 | Brasil                 | Leo Vieira (1/2)        | Marcelo Garcia (1/4)       | Saulo Ribeiro (2/2)      | Jon Olav Einemo (1/1)   | Márcio Cruz (1/1)     | Dean Lister (1/2)      |
| 2005 | Estados Unidos         | Leo Vieira (2/2)        | Marcelo Garcia (2/4)       | Ronaldo Souza (1/1)      | Roger Gracie (1/2)      | Jeff Monson (2/2)     | Roger Gracie (2/2)     |
| 2007 | Estados Unidos         | Rani Yahya (1/1)        | Marcelo Garcia (3/4)       | Demian Maia (1/1)        | Alexandre Ribeiro (1/2) | Fabrício Werdum (1/2) | Robert Drysdale (1/1)  |
| 2009 | Espanha                | Rafael Mendes (1/2)     | Pablo Popovitch (1/1)      | Braulio Estima (1/2)     | Alexandre Ribeiro (2/2) | Fabrício Werdum (2/2) | Braulio Estima (2/2)   |
| 2011 | Reino Unido            | Rafael Mendes (2/2)     | Marcelo Garcia (4/4)       | André Galvão (1/2)       | Dean Lister (2/2)       | Vinny Magalhães (1/1) | André Galvão (2/2)     |
| 2013 | China                  | Rubens Charles (1/3)    | Kron Gracie (1/1)          | Romulo Barral (1/1)      | João Assis (1/1)        | Marcus Almeida (1/2)  | Roberto Abreu (1/1)    |
| 2015 | Brasil                 | Rubens Charles (2/3)    | Davi Ramos (1/1)           | Yuri Simões (1/3)        | Rodolfo Vieira (1/1)    | Orlando Sanchez (1/1) | Claudio Calasans (1/1) |
| 2017 | Finlândia              | Rubens Charles (3/3)    | JT Torres (1/2)            | Gordon Ryan (1/4)        | Yuri Simões (2/3)       | Marcus Almeida (2/2)  | Felipe Pena (1/1)      |
| 2019 | Estados Unidos         | Augusto Mendes (1/1)    | JT Torres (2/2)            | Matheus Diniz (1/1)      | Gordon Ryan (2/4)       | Kaynan Duarte (1/2)   | Gordon Ryan (3/4)      |
| 2022 | Estados Unidos         | Diogo Reis (1/1)        | Kade Ruotolo (1/1)         | Giancarlo Bodoni (1/1)   | Kaynan Duarte (2/2)     | Gordon Ryan (4/4)     | Yuri Simões (3/3)      |

#### Feminino / Mulheres
| Ano  | Sede           | 55 kg                | 60 kg                   | +60 kg (-67kg 2007)      | +67 kg             | Absolute              |
| ---- | -------------- | -------------------- | ----------------------- | ------------------------ | ------------------ | --------------------- |
| 2005 | Estados Unidos |                      | Kyra Gracie (1/3)       | Juliana Borges (1/2)     |                    | Juliana Borges (2/2)  |
| 2007 | Estados Unidos | Sayaka Shinoda (1/1) | Kyra Gracie (2/3)       | Hannette Staack (1/3)    | Penny Thomas (1/1) | Hannette Staack (2/3) |
| 2009 | Espanha        |                      | Luanna Alzuguir (1/1)   | Hannette Staack (3/3)    |                    |                       |
| 2011 | Reino Unido    |                      | Kyra Gracie (3/3)       | Gabrielle Garcia (1/4)   |                    |                       |
| 2013 | China          |                      | Michelle Nicolini (1/1) | Gabrielle Garcia (2/4)   |                    |                       |
| 2015 | Brasil         |                      | Mackenzie Dern (1/1)    | Ana Laura Cordeiro (1/1) |                    |                       |
| 2017 | Finlândia      |                      | Beatriz Mesquita (1/1)  | Gabrielle Garcia (3/4)   |                    |                       |
| 2019 | Estados Unidos |                      | Bianca Basílio (1/1)    | Gabrielle Garcia (4/4)   |                    |                       |
| 2022 | Estados Unidos |                      | Ffion Davies (1/1)      | Amy Campo (1/1)          |                    |                       |

#### Campeões do "ADCC Superfight"
| Ano  | Sede                   | Campeão              | Vice-Campeão         |
| ---- | ---------------------- | -------------------- | -------------------- |
| 1999 | Emirados Árabes Unidos | Mario Sperry (1/2)   | Enson Inoue          |
| 2000 | Emirados Árabes Unidos | Mario Sperry (2/2)   | Roberto Traven       |
| 2001 | Emirados Árabes Unidos | Mark Kerr (1/1)      | Mario Sperry         |
| 2003 | Brasil                 | Ricardo Arona (1/1)  | Mark Kerr            |
| 2005 | Estados Unidos         | Dean Lister (1/1)    | Jean Jacques Machado |
| 2007 | Estados Unidos         | Roger Gracie (1/1)   | Jon Olav Einemo      |
| 2009 | Espanha                | Ronaldo Souza (1/1)  | Robert Drysdale      |
| 2011 | Reino Unido            | Braulio Estima (1/1) | Ronaldo Souza        |
| 2013 | China                  | André Galvão (1/4)   | Braulio Estima       |
| 2015 | Brasil                 | André Galvão (2/4)   | Roberto Abreu        |
| 2017 | Finlândia              | André Galvão (3/4)   | Claudio Calasans     |
| 2019 | Estados Unidos         | André Galvão (4/4)   | Felipe Pena          |
| 2022 | Estados Unidos         | Gordon Ryan (1/1)    | André Galvão         |

#### Campeões do "ADCC Master's Superfight"
| Ano  | Sede        | Campeão               | Vice-Campeão    |
| ---- | ----------- | --------------------- | --------------- |
| 2011 | Reino Unido | Mario Sperry (1/2)    | Renzo Gracie    |
| 2013 | China       | Mario Sperry (2/2)    | Fabio Gurgel    |
| 2015 | Brasil      | Ricardo Libório (1/1) | Mario Sperry    |
| 2017 | Finlândia   | Chael Sonnen (1/1)    | Leonardo Vieira |
| 2017 | Finlândia   | Renzo Gracie (1/1)    | Sanae Kikuta    |

### Estatísticas

#### Maiores Vencedores
SUPER FIGTH
Tetra-campeões
- André Galvão, 2013-2015-2017-2019

PESO
Tetra-campeões
- Marcelo Garcia, 2003-2005-2007-2011
- Gordon Ryan, 2017-2019-2019(Absoluto)-2002

Tri-campeões
- Mark Kerr, 1999-2000-2000(Absoluto)
- Royler Gracie, 1999-2000-2001
- Ricardo Arona, 2000-2001-2001(Absoluto)
- Hannette Staack, 2007-2007(Absoluto)-2009
- Kyra Gracie, 2005-2007-2011
- Rubens Charles, 2011-2013-2015
- Yuri Simões, 2015-2017-2022(Absoluto)